# Juan José d'Autriche
Pour l’article homonyme, voir Juan d'Autriche (homonymie).
Juan José d’Autriche (ou Jean Joseph), né en 1629 et mort le 17 septembre 1679, enfant légitimé du roi Philippe IV d'Espagne, est un homme politique et général espagnol qui fut notamment gouverneur des Pays-Bas espagnols de 1656 à 1659 et premier ministre de l’Espagne de 1677 à 1679.

## Biographie

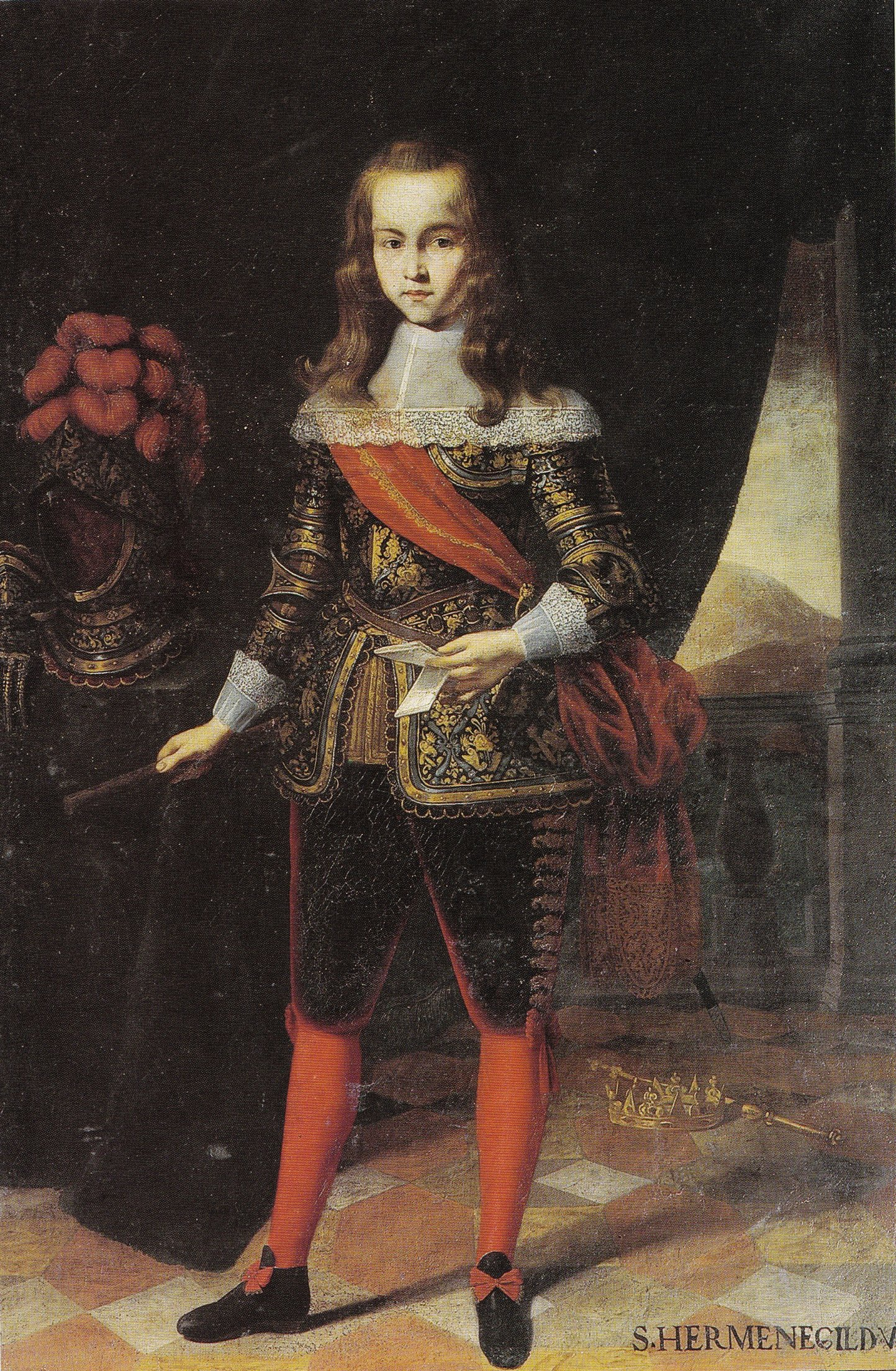
Juan José en saint Herménégilde par, v. 1642.

Reconnu comme fils bâtard par Philippe IV d'Espagne, sa mère, María Calderón (ou Calderona) était une actrice dont la vie dissolue avait rendu sa paternité incertaine. Cependant, le roi le légitime et lui fait suivre une éducation soignée à Ocaña où il apprend les bases de la vie militaire. Le père jésuite et mathématicien Jean-Charles della Faille est son précepteur.
En 1647, il est envoyé à Naples avec une escadre militaire pour venir en aide au vice-roi Rodriguez Ponce de Léon alors aux prises avec la révolte populaire emmenée par Masaniello. La restauration de l’autorité sera toutefois plus due à l’épuisement des insurgés et à la folie de leur chef français, le duc Henri de Guise qu’à la force militaire.

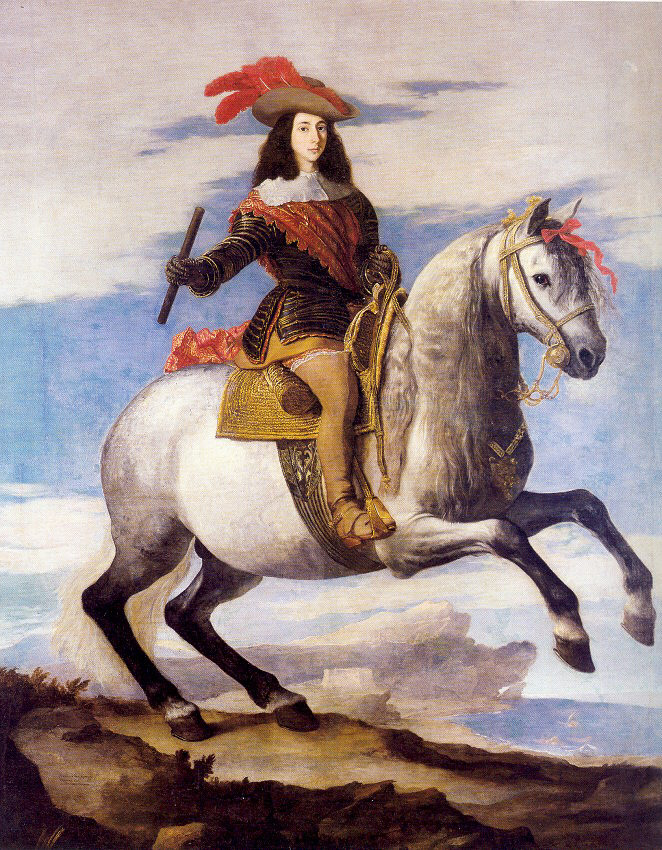
Jean José d'Autriche (Ribera, 1648).

Il est ensuite envoyé comme vice-roi de Sicile, d’où il est rappelé en 1651 pour terminer la « pacification » de la Catalogne (en révolte contre la Castille depuis 1640, secondée par la France de Richelieu et de Mazarin et par le Portugal des Bragance). Les excès de l’armée française, appelée à la rescousse par les indépendantistes, ont toutefois passablement refroidi les ardeurs de ceux-ci et don Juan n’arrive guère qu'à temps de diriger le siège final de Barcelone et la signature en octobre 1652 d'une convention qui après douze ans de guerre essayera de mettre fin au soulèvement catalan, qui pourtant ne sera abandonnée par Mazarin contre la cession castillane du Roussillon catalan qu'au Traité des Pyrénées de 1659.
Dans les deux cas, il tient le rôle du défenseur de la paix armée : son air sympathique couplé avec ses manières plaisantes et son physique avantageux (en particulier sa longue chevelure noire, contrastant avec le physique blond et pâle des membres de la Maison de Habsbourg) en font un homme populaire parmi ses compatriotes castillans. En 1656, il est envoyé dans les Flandres, alors en révolte elles aussi contre la couronne de Castille. Lors de la charge de cavalerie sur le camp français du siège de Valenciennes en 1656, il montre un grand courage personnel, et assure ainsi la victoire de l'Espagne.
Bien qu'il prenne part au commandement de l’armée lors de la Bataille des Dunes de 1658 contre Turenne et les forces britanniques envoyées par Cromwell, son armée est complètement battue, en dépit des efforts de son allié français, le prince de Condé, en exil depuis la Fronde.

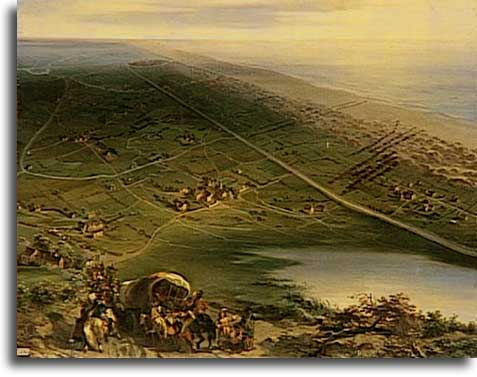
Bataille des Dunes (1658) par Jean-Antoine-Siméon Fort (1793-1861).

À la suite du traité des Pyrénées de 1659, lequel libéra les forces castillanes des fronts français, où Olivarès avait cédé le Roussillon à Mazarin en échange de la conquête hypothétique du Portugal, la Castille tourne contre celui-ci l'ensemble de sa force guerrière, en concentrant enfin ses moyens militaires sur la frontière portugaise. Entre 1661 et 1662, don Juan José reçoit le commandement en chef de cette armée occidentale, dont les tercios sont traditionnellement composés aussi par un grand nombre de mercenaires européens payés avec l'or d'Amérique, armée qu'il dirige contre le Portugal depuis l'Extremadure castillane.
Ces troupes multinationales sont frappées de maladie, mal payées et peu fiables, tout comme les portugaises, mais plus nombreuses que leurs opposants, ce qui leur assure à leur tour quelques succès frontaliers qui apparemment auraient pu être mieux exploités. Ce sera pourtant don Juan d'Autriche qui ira diriger la première grande invasion du Portugal, depuis le début de la Guerre d'Acclamation, essayant de la mener jusqu'à Lisbonne : s'il obtient une victoire partielle en 1663 en conquérant une partie du sud du Portugal autour d'Évora, qui tombe pour peu de temps entre ses mains, et qu'il fait réprimer avec cruauté, en revanche il est à nouveau défait lorsque, finalisant la campagne de cette année, les Portugais sont eux aussi renforcés par un contingent de mercenaires français, suisses, anglais et allemands, placés sous le commandement du maréchal allemand Armand-Frédéric de Schomberg, indiqué par Mazarin, qui le bat durement lors de la bataille d'Ameixial, le 8 juin.

Armoiries du Juan José d'Autriche.

Malgré toutes ces défaites, don Juan José d'Autriche garde la confiance de son père jusqu'à ce que la reine Marie-Anne, mère du seul héritier légitime du trône, le futur Charles II, n’intrigue pour le faire tomber en disgrâce et envoyer en exil. À la mort du roi Philippe IV, en 1665, il prend la tête de l’opposition au gouvernement formé par la régente qui fera assassiner l’un de ses serviteurs.
En réaction, le bâtard royal prend la tête d'un soulèvement en Aragon et en Catalogne, qui aboutira à l’expulsion du confesseur et conseiller de la reine régente, le jésuite Johann Eberhard Nithard. Il doit toutefois se contenter de la vice-royauté de l’Aragon. En 1677, la reine s’étant attiré les foudres du gouvernement à la suite de ses faveurs envers Fernando de Valenzuela, don Juan José parvient à la faire expulser de la cour et à se faire choisir premier ministre. Il ne peut tenir les espoirs mis en lui et en son gouvernement car il décède peu de temps plus tard, en septembre 1679.
En dépit de sa grande popularité en Castille et de son renom à l'étranger, ni sa vie militaire, ni sa vie politique n'ont pu le mener au havre du succès et du pouvoir stabilisé.

### Sources
- (en) « Juan José d'Autriche », dans Encyclopædia Britannica [détail de l’édition], 1911 (lire sur Wikisource).

- (en) Cet article est partiellement ou en totalité issu de l’article de Wikipédia en anglais intitulé « John of Austria the Younger » (voir la liste des auteurs).